# Atletica leggera ai Giochi della IV Olimpiade - Lancio del martello
La competizione del lancio del martello di atletica leggera dei Giochi della IV Olimpiade si tenne il giorno 14 luglio 1908 allo Stadio di White City a Londra.

## L'eccellenza mondiale
| Record olimpico: 1904   | 51,23      | John Flanagan   | Presente |
| Migliore prest. europea | 51,71 1904 | Thomas Nicolson | Presente |
| Primat. mond. stag.le   | 52,91      | Matthew McGrath | Presente |

## Risultati

### Turno eliminatorio
Tutti i 19 iscritti hanno diritto a tre lanci. Poi si stila una classifica. I primi tre disputano la finale (tre ulteriori lanci). I tre finalisti si portano dietro i risultati della qualificazione.
La miglior prestazione appartiene a Matthew McGrath (USA), con 51,18 m.
Gruppo A
| Pos. | Atleta                | Nazione     | Misura |
| ---- | --------------------- | ----------- | ------ |
| 3    | Cornelius Walsh       | Canada      | 48,51  |
| 5    | Lee Talbott           | Stati Uniti | 47,87  |
| 8    | Eric Lemming          | Svezia      | 43,06  |
| -    | Robert Lindsay-Watson | Regno Unito | ND     |
| -    | Benjamin Sherman      | Stati Uniti | ND     |
| -    | Jack Murray           | Regno Unito | ND     |

Gruppo B
| Pos. | Atleta            | Nazione     | Misura |
| ---- | ----------------- | ----------- | ------ |
| 4    | Tom Nicolson      | Regno Unito | 48,09  |
| 6    | Bill Horr         | Stati Uniti | 46,95  |
| 9    | Alan Fyffe        | Regno Unito | 37,35  |
| -    | Robert Olsson     | Svezia      | ND     |
| -    | Harald Agger      | Danimarca   | ND     |
| -    | Ernest May        | Regno Unito | ND     |
| -    | István Mudin      | Ungheria    | ND     |
| -    | Julius Wagner     | Svizzera    | ND     |
| -    | Ludwig Uettwiller | Germania    | ND     |

Gruppo C
| Pos. | Atleta        | Nazione     | Misura |
| ---- | ------------- | ----------- | ------ |
| 1    | Matt McGrath  | Stati Uniti | 51,18  |
| 2    | John Flanagan | Stati Uniti | 50,36  |
| 7    | Simon Gillis  | Stati Uniti | 45,59  |
| -    | Henry Leeke   | Regno Unito | ND     |

### Finale
Solo all'ultimo lancio McGrath viene superato dal campione in carica Flanagan, che batte anche il record olimpico.
| Pos.    | Atleta          | Età | Nazione     | Misura |
| ------- | --------------- | --- | ----------- | ------ |
| Oro     | John Flanagan   | 35  | Stati Uniti | 51,92  |
| Argento | Matthew McGrath | 33  | Stati Uniti | 51,18  |
| Bronzo  | Cornelius Walsh | 23  | Canada      | 48,51  |
| 4       | Tom Nicolson    | 29  | Regno Unito | 48,09  |
| 5       | Lee Talbott     | 21  | Stati Uniti | 47,86  |
| 6       | Marquis Horr    | 28  | Stati Uniti | 46,95  |

Alla veneranda età di 35 anni compiuti, il bicampione olimpico Flanagan, irlandese trapiantato negli USA, vince il suo terzo oro olimpico consecutivo. Nella ancor breve storia dei Giochi è questa la prima volta che un tale evento si verifica. Nei novant'anni seguenti solo altri cinque atleti sapranno eguagliare questo primato:
1. Frank Wykoff (staffetta 4x100);
2. Viktor Saneev (salto triplo);
3. Alfred Oerter (lancio del disco);
4. Carl Lewis (salto in lungo);
5. Jan Železný (Lancio del giavellotto).